# Schmiedelberg
Schmiedelberg ist ein Gemeindeteil des Marktes Weisendorf im Landkreis Erlangen-Höchstadt (Mittelfranken, Bayern). Schmiedelberg liegt in der Gemarkung Oberlindach.

## Geografie
Das Dorf liegt im Aischgrund. Westlich des Ortes grenzt das Schmiedelberger Holz an, im Norden das Langholz. Dort gibt es die Anhöhe Dachsberg (350 m ü. NHN). Im Waldgebiet östlich des Ortes gibt es die Anhöhe Heuberg (336 m ü. NHN). Unmittelbar südlich des Ortes grenzt Acker- und Grünland mit vereinzeltem Baumbestand an. Dort befinden sich auch einige Weiher, die von einem namenlosen linken Zufluss der Seebach gespeist werden. Jenseits der Weiher liegt das Waldgebiet Egelsee. Eine Gemeindeverbindungsstraße führt zur Staatsstraße 2263 (0,8 km östlich), die nach Boxbrunn (0,7 km nördlich) bzw. nach Oberlindach verläuft (2 km südlich).

## Geschichte
1419 besaß Sigmund Schad eine Hube und den Zehnten in Schmiedelberg, was in der Folgezeit vom Nürnberger Bürger Sebald Schlüsselberger erworben wurde und bereits 1466 an Erkinger von Seckendorff zu Weisendorf verkaufte. Seitdem war Schmiedelberg mit dem Rittergut Weisendorf verbunden. 1504 gehörten zwei Höfe Balthasar von Seckendorff, einer war nürnbergisch und einer gehörte dem Kloster Frauenaurach. Das Hochgericht übte das brandenburg-kulmbachische Amt Dachsbach aus. 1665 wurde für Oberlindach und Schmiedelberg eine Dorfordnung festgesetzt.
Gegen Ende des 18. Jahrhunderts gab es in Schmiedelberg 6 Anwesen. Das Hochgericht übte weiterhin das brandenburg-bayreuthische Kasten- und Jurisdiktionsamt Dachsbach aus. Die Dorf- und Gemeindeherrschaft hatte das Rittergut Weisendorf. Grundherren waren das brandenburg-bayreuthische Klosteramt Frauenaurach (1 Gut, Ziegelei) und das Rittergut Weisendorf (4 Güter, Hirtenhaus). Daneben gab es noch einen Hof, der der Gemeinde unterstand.
Im Rahmen des Gemeindeedikts wurde Schmiedelberg dem 1811 gebildeten Steuerdistrikt Kairlindach und der 1813 gebildeten Ruralgemeinde Kairlindach zugewiesen. Mit dem Zweiten Gemeindeedikt (1818) gehörte es zur neu gebildeten Ruralgemeinde Oberlindach. In der freiwilligen Gerichtsbarkeit unterstand der ganze Ort dem Patrimonialgericht Weisendorf (bis 1848).
Am 1. Mai 1978 wurde Schmiedelberg im Zuge der Gebietsreform in die Gemeinde Weisendorf eingegliedert.

### Einwohnerentwicklung
| Jahr      | 001818 | 001861 | 001871 | 001885 | 001900 | 001925 | 001950 | 001961 | 001970 | 001987 | 002019 |
| Einwohner | 25     | 31     | 36     | 30     | 22     | 30     | 24     | 47     | 48     | 50     | 58     |
| Häuser    | 5      |        |        | 5      | 5      | 6      | 4      | 8      |        | 16     |        |
| Quelle    | [ 9 ]  | [ 10 ] | [ 11 ] | [ 12 ] | [ 13 ] | [ 14 ] | [ 15 ] | [ 16 ] | [ 17 ] | [ 18 ] | [ 1 ]  |

## Religion
Der Ort ist seit der Reformation evangelisch-lutherisch geprägt und nach Weisendorf gepfarrt. Die Einwohner römisch-katholischer Konfession sind nach St. Josef (Weisendorf) gepfarrt.